# Ange-Bernard Imbert-Delonnes
Ange-Bernard Imbert-Delonnes, né le 30 janvier 1747 à Vacqueyras et mort à Paris le 23 août 1818, est un médecin et un chirurgien militaire français.

## Aperçu biographique
Il fait ses études de médecine à Caen où il soutient sa thèse de doctorat. Il rejoint le corps médical de la marine de Toulon en 1772 en qualité de chirurgien de deuxième classe, avant d'intégrer le Régiment Royal-Roussillon entre 1774 et 1780. Il est ensuite chirurgien-major de la "cavalerie française et étrangère" sous le commandement du marquis de Béthune, et le chirurgien personnel de Louis-Philippe d’Orléans.
Il est reconnu pour le traitement chirurgical de l'hydrocèle dès 1781 et notamment grâce à la renommée de ses patients comme Bougainville ou Lascaris de Vintimille. Il précisera les modes opératoires pour les tumeurs testiculaires (sarcocèle, varicocèle, hydrocèle, squirre...). Il est connu également pour avoir opéré d'une volumineuse tumeur du nez, l'ancien maire d'Angoulême Perier de Gurat, le 16 brumaire an VII (6 novembre 1798).
Mais, il est surtout resté célèbre pour l'intervention chirurgicale du volumineux sarcocèle,, de près de 16 kg de Charles Delacroix, alors ambassadeur auprès de la République batave, ancien ministre des relations extérieures (évincé de ce poste par Talleyrand). Cette opération soulèvera des doutes sur la paternité du peintre Eugène Delacroix.
Il sera nommé officier supérieur du Service de Santé des armées du 25 avril 1798 au 3 septembre 1799. Il termine une carrière lucrative comme chirurgien en chef de la succursale des Invalides d'Avignon de 1801 à 1816. Il sera membre de l'"Athénée de Vaucluse" en 1802.
Il est le gendre du critique, dramaturge et poète Charles Palissot de Montenoy (1730-1814).

## Œuvres et publications

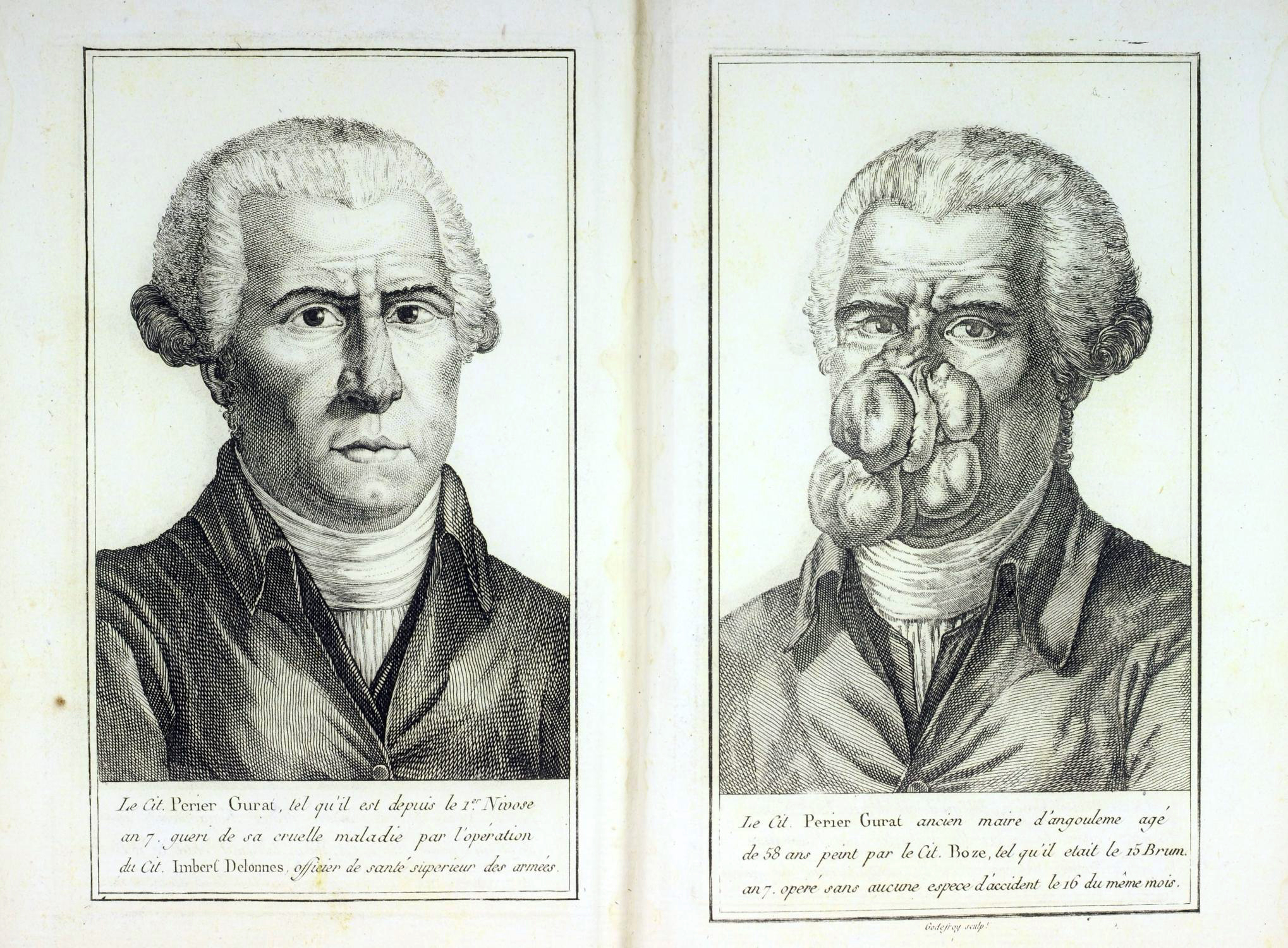
Illustration des Nouvelles considérations sur le cautère actuel, apologie de ce puissant remède comparé avec les caustiques, réflexions critiques sur le cautère habituel, les exutoires, la saignée, les sangsues... (1812).

- Traité de l'hydrocèle, cure radicale de cette maladie, Duplain (Paris), 1785, Texte intégral, et traduction en allemand par Carl Heinrich Spohr: (de) Abhandlung vom Wasserbruch und der gründlichen Heilung dieser Krankheit, Grießbach, 1786, 420 p., Texte intégral.
- Réflexions succinctes sur l'opération de l'empième, ou paracenthèse de poitrine, [Observation sur la cure radicale d'une hydrocèle], impr. de Devaux (Paris), In-8° , 14 p., lire en ligne sur Gallica.
- Opération de sarcocèle faite le 27 fructidor an V, au C[ityo]en Charles Delacroix, Imprimerie de la République, 1797, 32 p., Œuvre numérisée en ligne, Texte intégral, et lire en ligne sur Gallica.
- Progrès de la chirurgie en France, ou, Phénomènes du règne animal, guéris par des opérations nouvelles, sur la fin du XVIIIe siècle, Imprimerie de la République, 1800, Texte intégral.
- Opération courte, facile et sans danger pour guérir sûrement l'hydrocèle, Niel (Paris), 1803, Texte intégral.
- Nouvelles considérations sur le cautère actuel, apologie de ce puissant remède comparé avec les caustiques, réflexions critiques sur le cautère habituel, les exutoires, la saignée, les sangsues... , F. Seguin aîné (Avignon), 1812, In-8° , 456 p. et pl., Texte intégral et lire en ligne sur Gallica.